# Ornithoglossum calcicola
Ornithoglossum calcicola là một loài thực vật có hoa trong họ Colchicaceae. Loài này được K.Krause & Dinter miêu tả khoa học đầu tiên năm 1910.